# Onthophagus witteianus
Onthophagus witteianus là một loài bọ cánh cứng trong họ Bọ hung (Scarabaeidae).